# Rycerze Gotham
Rycerze Gotham (ang. Gotham Knights) – fabularna komputerowa gra akcji na motywach komiksów wydawnictwa DC Comics o Batmanie. Gra została wyprodukowana przez WB Games Montréal i wydana przez Warner Bros. Interactive Entertainment. Jej premiera odbyła się 21 października 2022 na platformach Microsoft Windows, PlayStation 5, Xbox Series X/S.
Chociaż studio pracowało wcześniej nad grą Batman: Arkham Origins, a w Rycerzach Gotham pojawia się wiele postaci z serii Batman: Arkham, według twórców jest to oryginalna opowieść, która nie stanowi kontynuacji wcześniejszych gier.

## Rozgrywka
Rycerze Gotham to fabularna gra akcji osadzona w otwartym świecie Gotham City. Gracz steruje jedną z czterech postaci, z których każda dysponuje innymi umiejętnościami i zapewnia inny styl gry. Przykładowo, Robin ma umiejętność teleportowania się za pośrednictwem satelity Ligi Sprawiedliwości. Gra zawiera zarówno tryb gry jednoosobowej, jak i dwuosobowy tryb współpracy, do którego drugi gracz może dołączyć w dowolnym momencie. Postacie mogą zdobywać kolejne poziomy doświadczenia, jednak przeciwnicy automatycznie rozwijają się wraz z nimi. Do przemieszczania się po świecie wykorzystać można batcycle.
Za dnia postacie przebywają w Belfry, służącym za bazę Rycerzy Gotham, pozwalającą przełączać się pomiędzy bohaterami i przygotowywać do misji. Po opuszczeniu kryjówki następuje zmiana pory dnia na nocną.

## Fabuła
Fabuła rozgrywa się po śmierci Bruce’a Wayne’a (Michael Antonakos) i komisarza Gordona, co doprowadziło do zwiększenia liczby przestępstw i bezprawia w Gotham. Gracze wcielać mają się w byłych towarzyszy Mrocznego Rycerza – Dicka „Nightwinga” Graysona (Christopher Sean), Barbarę „Batgirl” Gordon (America Young), Tima „Robina” Drake’a (Sloane Morgan Siegel) i Jasona „Red Hooda” Todda (Stephen Oyoung) – którzy po jego śmierci poszli w swoją stronę, ale zmuszeni są ponownie się sprzymierzyć, żeby Gotham nie popadło w całkowity chaos. Impulsem do ponownego zjednoczenia się jest wiadomość, jaką Batman nagrał dla nich przed śmiercią. W pewnym momencie bohaterowie wejdą w konflikt z Trybunałem Sów – tajnym stowarzyszeniem przestępczym pamiętającym początki Gotham – oraz ich zmanipulowanymi zabójcami, nazywanych szponami. Jednym z przeciwników ma być również Pan Freeze. Wśród sojuszników jest m.in. kamerdyner Batmana, Alfred Pennyworth (Gildart Jackson), i kapitan Renee Montoya – jeden z ostatnich nieskorumpowanych policjantów w mieście.

## Produkcja
Po premierze Batman: Arkham Knight, wieńczącego trylogię o Batmanie, przez kilka lat pojawiały się plotki, jakoby WB Games Montréal pracowało nad grą o Legionie Samobójców, jednak ani producent, ani wydawca nie wydali w tej sprawie żadnego oficjalnego świadczenia. We wrześniu 2019 roku studio zamieściło na Twitterze wpis sugerujący produkcję gry z Batmanem, w której ważną rolę odegra Trybunał Sów. W czerwcu 2020 zarejestrowana została domena internetowa, wskazująca, że w produkcji znajduje się gra Batman: Rycerze Gotham. Grę zapowiedziano oficjalnie w sierpniu 2020 roku podczas wydarzenia DC FanDome, jako datę premiery podając 2021. W marcu 2021 premierę przesunięto na rok 2022.